# Karin Brienesse

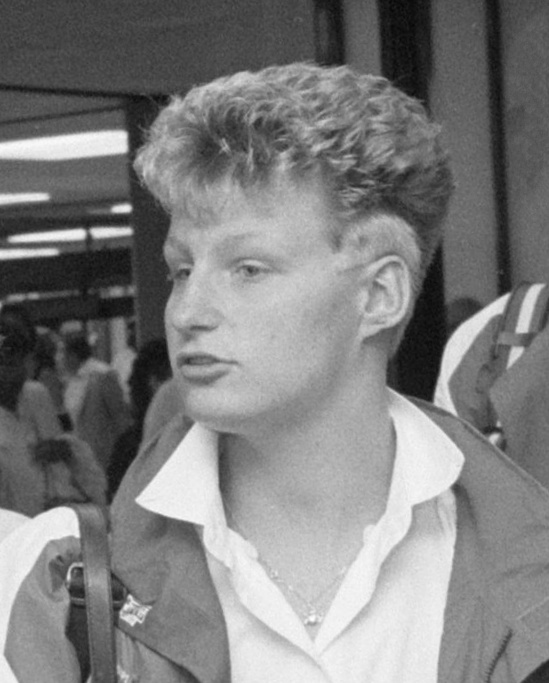
Karin Brienesse (1988)

Karin Brienesse (* 17. Juli 1969 in Breda) ist eine ehemalige niederländische Schwimmerin. Sie gewann eine olympische Silbermedaille, eine Silbermedaille und zwei Bronzemedaillen bei Weltmeisterschaften sowie eine Goldmedaille, zwei Silber- und drei Bronzemedaillen bei Europameisterschaften.

## Sportliche Karriere
Ihre erste internationale Medaille erhielt Karin Brienesse bei den Schwimmeuropameisterschaften 1985 in Sofia. Die niederländische 4-mal-100-Meter-Freistilstaffel in der Besetzung Conny van Bentum, Ilse Oegema, Karin Brienesse und Annemarie Verstappen erkämpfte die Bronzemedaille hinter den Staffeln aus der DDR und aus der BRD. Im Jahr darauf bei den Weltmeisterschaften 1986 in Madrid schwamm die niederländische 4-mal-100-Meter-Freistilstaffel in der Besetzung Conny van Bentum, Laura Leideritz, Karin Brienesse und Annemarie Verstappen zur Bronzemedaille hinter den Staffeln aus der DDR und aus den USA. 1987 bei den Europameisterschaften in Straßburg belegte Brienesse den fünften Platz über 100 Meter Freistil. Die 4-mal-100-Meter-Freistilstaffel mit Marianne Muis, Diana van der Plaats, Mildred Muis und Karin Brienesse erhielt die Silbermedaille hinter der Staffel aus der DDR. Bei den Olympischen Spielen 1988 in Seoul trat Karin Brienesse in fünf Disziplinen an. Den Auftakt bildete der Wettbewerb über 100 Meter Freistil. Sowohl im Vorlauf als auch im Finale schwamm Karin Brienesse die sechstschnellste Zeit. Über 200 Meter Freistil schied sie als 22. der Vorläufe aus. In der 4-mal-100-Meter-Freistilstaffel erreichten Conny van Bentum, Marianne Muis, Mildred Muis und Diana van der Plaats als Vorlaufsiegerinnen das Finale. In der Entscheidung siegte die Staffel aus der DDR vor der niederländischen Staffel mit Marianne und Mildred Muis, Conny van Bentum und Karin Brienesse und der Staffel aus den Vereinigten Staaten. Zwei Tage später erreichte die niederländische 4-mal-100-Meter-Lagenstaffel mit Jolanda de Rover, Linda Moes, Conny van Bentum und Karin Brienesse das Finale mit der drittbesten Zeit. Im Finale belegte die Staffel in der gleichen Besetzung den fünften Platz, als einzige Staffel schwammen die Niederländerinnen im Finale eine schwächere Zeit als im Vorlauf. Schließlich erreichte Karin Brienesse den 15. Platz über 50 Meter Freistil.
Anfang 1991 nahm Karin Brienesse an den Weltmeisterschaften in Perth teil und startete in sieben Wettbewerben. Sie erreichte den vierten Platz über 100 Meter Freistil und den fünften Platz über 200 Meter Freistil. In der 4-mal-200-Meter-Freistilstaffel siegte die deutsche Mannschaft vor der niederländischen Staffel mit Marianne Muis, Manon Masseurs, Mildred Muis und Karin Brienesse. Den Wettbewerb der 4-mal-100-Meter-Freistilstaffel gewann die Staffel aus den Vereinigten Staaten vor der deutschen Staffel, dahinter schwammen Mildred Muis, Inge de Bruijn, Marianne Muis und Karin Brienesse auf den dritten Platz. Schließlich war Brienesse auch Schlussschwimmerin der Lagenstaffel, die mit Ellen Elzerman, Kira Bulten, Inge de Bruijn und Karin Brienesse mit fast drei Sekunden Rückstand auf die Drittplatzierten den vierten Platz belegten. Über 50 Meter Freistil und über 100 Meter Schmetterling verpasste Brienesse die Teilnahme am A-Finale und erreichte jeweils den elften Platz. Im August 1991 bei den Europameisterschaften in Athen gewann Brienesse vier Medaillen und belegte über 200 Meter Freistil und über 100 Meter Schmetterling den achten Platz. Über 100 Meter Freistil siegte die Französin Catherine Plewinski vor Karin Brienesse. Die niederländische 4-mal-200-Meter-Freistilstaffel mit Brienesse, Diana van der Plaats, Baukje Wiersma und Ellen Elzerman erkämpfte die Bronzemedaille hinter den Däninnen und den Deutschen. In der 4-mal-100-Meter-Freistilstaffel siegten Inge de Bruijn, Diana van der Plaats, Karin Brienesse und Marieke Mastenbroek vor der deutschen Staffel und den Däninnen. Und schließlich erhielten Ellen Elzerman, Kira Bulten, Inge de Bruijn und Karin Brienesse die Bronzemedaille in der Lagenstaffel hinter dem sowjetischen und dem deutschen Quartett. 1992 bei den Olympischen Spielen in Barcelona kam Brienesse auf den achten Platz über 100 Meter Freistil. Über 100 Meter Schmetterling erreichte sie nur das B-Finale und belegte den zehnten Platz. Schließlich schwamm die 4-mal-100-Meter-Freistilstaffel mit Diane van der Plaats, Mildred und Marianne Muis sowie Karin Brienesse auf den fünften Platz.
1993 bei den Europameisterschaften in Sheffield belegte Karin Brienesse den achten Rang über 100 Meter Schmetterling. Die gleiche Platzierung erreichte sie im Jahr darauf bei den Weltmeisterschaften in Rom. Zwei Jahre später bei den Olympischen Spielen 1996 in Atlanta schwamm Brienesse zum dritten Mal ins Finale über 100 Meter Freistil und belegte wie 1992 den achten Platz. Die niederländische 4-mal-100-Meter-Freistilstaffel mit Marianne Muis, Manon Masseurs, Wilma van Hofwegen und Minouche Smit erreichte das Finale mit der zweitschnellsten Vorlaufzeit. Im Finale schwammen Marianne Muis, Minouche Smit, Wilma van Hofwegen und Karin Brienesse eine Sekunde schneller als im Vorlauf, belegten aber nur den vierten Platz. Nach einem 12. Platz mit der Lagenstaffel erreichte Brienesse mit der 4-mal-200-Meter-Freistilstaffel das Finale, wurde aber im Finale nicht mehr eingesetzt.
Die 1,81 m große Karin Brienesse schwamm für die Schwimmvereinigung Orca aus Leeuwarden.